# Theodor Weißenborn

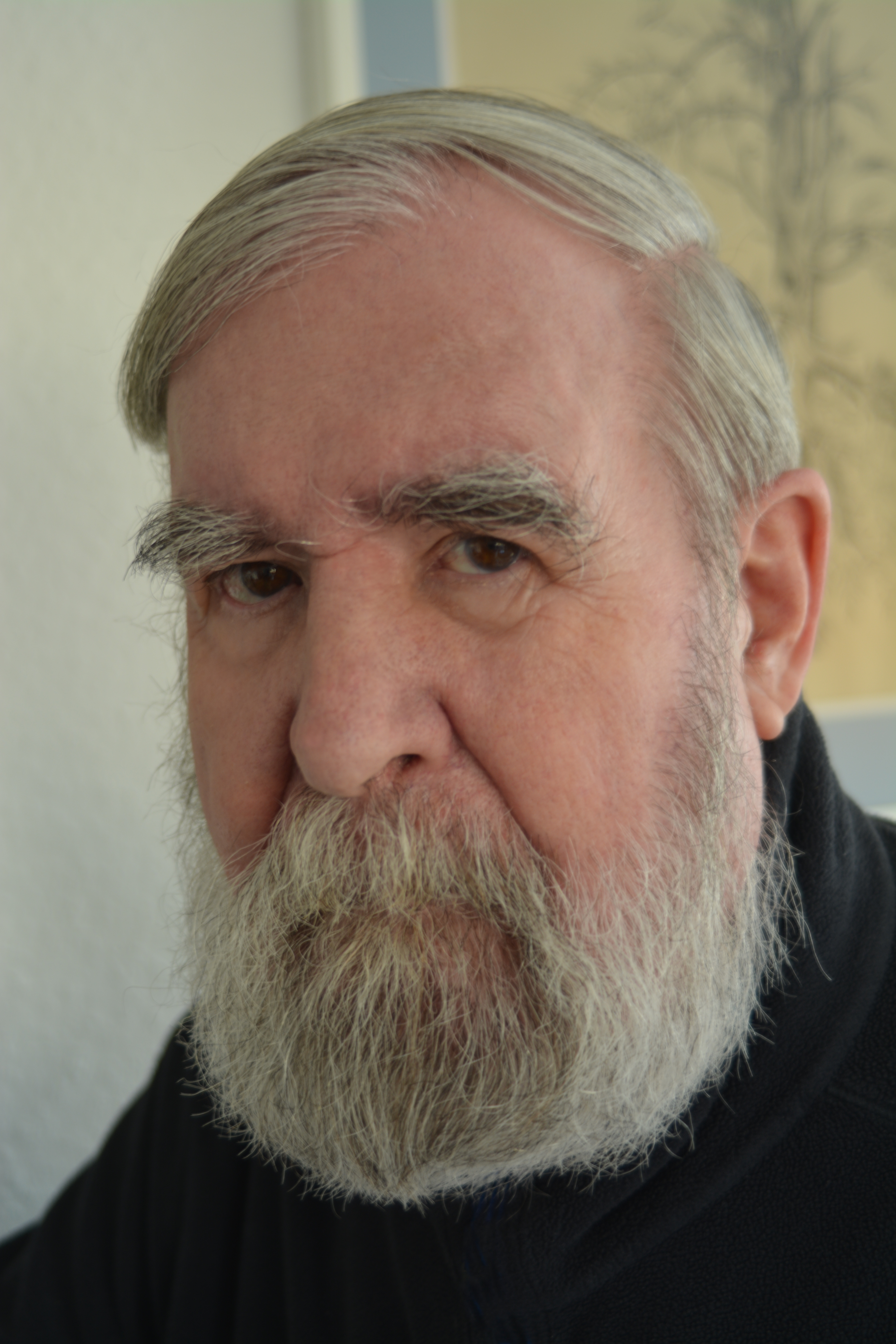
Theodor Weißenborn (2018)

Theodor Weißenborn (* 22. Juli 1933 in Düsseldorf; † 9. Januar 2021 in Gerolstein) war ein deutscher Schriftsteller.

## Leben und Werk
Theodor Weißenborn wurde 1933 als Sohn des akademischen Kunstmalers Karl Weißenborn (1890–1973) und der Kunsterzieherin Antonie Weißenborn geb. Brungs (1907–1981) in Düsseldorf geboren. Weißenborn besuchte dort das Humanistische Jacobi-Gymnasium, an dem er 1955 die Reifeprüfung ablegte, und schrieb erste Kurzgeschichten, die in Zeitungen und Zeitschriften erschienen. Er redigierte die Schulzeitschrift und errang erste Preise bei Aufsatzwettbewerben für die Düsseldorfer Schulen. Sein Deutschlehrer erlaubte ihm, dialektische Besinnungsaufsätze als dialogreiche Erzählungen zu gestalten.
Im Sommersemester 1955 studierte Weißenborn Kunstpädagogik an der Kunstakademie Düsseldorf. Die Akademie kaufte eine seiner Zeichnungen an. Danach wechselte er das Studienfach und begann im Wintersemester 1955/56 ein Studium der Germanistik, Romanistik und Philosophie an der Rheinischen Friedrich-Wilhelms-Universität Bonn. Nach sechswöchigem Marathon-Lehrgang an der Universität Lausanne legte er 1956 das Examen du Degré Supérieur de Français Moderne ab. Anschließend studierte er im Wintersemester 1956/57 weiter Romanistik bei Franz Rauhut in Würzburg. Ab Sommer 1957 setzte er das Studium in Bonn fort. Es folgten kunsthistorische Studien bei Heinrich Lützeler und Herbert von Einem. Er schloss sich dem studentischen „Arbeitskreis für neue Kunst“ an und entwarf einen alternativen Studiengang mit dem Schwergewicht auf den Disziplinen Poetik, Stilistik, Rhetorik und Rezitation.
Im Jahr 1963 erschien Weißenborns erstes Buch, Beinahe das Himmelreich, eine Sammlung von Kurzgeschichten, die die Erlebniswelt von Kindern und Jugendlichen zum Thema haben. Er begann mit der Arbeit an Außer Rufweite (erschienen 1964), einem formal ambitionierten, zeitkritischen Roman aus dem Bonner Studentenmilieu. Am 9. Dezember heiratete er Hildegard Siepmann, die eine Tochter mit in die Ehe brachte.
1962 folgte eine erste Beschäftigung mit den Schriften Sigmund Freuds und C. G. Jungs. Weißenborn trat aus der katholischen Kirche aus. Im folgenden Jahr lud ihn Dieter Wellershoff zur Mitarbeit in der „Kölner Schule“ ein, einer von Wellershoff gegründeten Gruppe junger Autoren, zu denen u. a. Rolf Dieter Brinkmann und Günter Herburger gehörten. Weißenborn wollte jedoch eigene Wege gehen und lehnte ab. 1964 wurde Wolfgang Weyrauch auf Weißenborn aufmerksam und lektorierte Außer Rufweite. Der Roman erschien im selben Jahr und stieß auf ein gemischtes kritisches Echo. Weißenborn zog mit seiner Familie nach Köln um.
1965 entwickelte Weißenborn das Projekt eines literarischen Panoramas psychischer Leiden und begann ein Studium der medizinischen Psychologie und Psychiatrie an der Universität zu Köln. Er trat rasch in Opposition zu der in Köln gelehrten – noch aus der NS-Zeit stammenden – klinischen Psychiatrie Kurt Schneiders und gelangte über die psychosomatische Medizin (Alexander Mitscherlich) und die angelsächsische Sozialpsychiatrie (Laing, Cooper, Bateson) zur Anti-Psychiatrie Franco Basaglias. Auf der Grundlage seiner Beobachtungen in der Kölner Psychiatrie schrieb er in rascher Folge eine Serie psychiatriekritischer Hörspiele, die nach Produktionen durch den NDR/WDR und andere ARD-Anstalten als Buch unter dem Titel „Eine befleckte Empfängnis“ im Herbst 1969 erschienen. Auf Einladung progressiver Ärzte und Dozenten konnte Weißenborn an zahlreichen psychiatrischen Krankenhäusern und Hochschulen Gastvorlesungen halten, wobei er sich gegen die Behandlung mit Elektroschock, Lobotomie und Lobektomie aussprach und alternative sozial-psychiatrische und anti-psychiatrische Therapieformen propagierte.
1966 wurde Weißenborn Vater eines Sohnes, zwei Jahre später einer Tochter. 1969 zog die Familie nach Landscheid in der Eifel.
Weißenborn bereiste als Kabarettist die BRD, Österreich und die Schweiz und gab in zahlreichen Hochschulen und kirchlichen Akademien Wochenend-Seminare zu Themen wie „Sprache als Waffe oder Können Literaten die Gesellschaft verändern?“, „Krankheit als Protest / Psychische Leiden und ihre Ursachen im Spiegel neuer Literatur“, „Was nutzt und wem schadet verbale Aggression?“, „Sinnerfahrung in Lebenskrisen“, „Der beleidigte Eros“, „Alter – Selbstkompetenz oder Sozialvollzug?“, „Religiosität und seelische Gesundheit“, „Blasphemie / über den konstruktiven Umgang mit literarischen Ärgernissen“, „Sprich, damit ich dich sehe! / Formen und Möglichkeiten des Hörspiels“.
1971 wurde Weißenborn in das PEN-Zentrum Deutschland aufgenommen. In den folgenden Jahren entstanden weitere Hörspiele sowie Satiren, Parodien und Grotesken, die neben weiteren Kurzgeschichten und Erzählungen in zahlreichen Buchausgaben erschienen. Die wichtigsten dieser Stücke wurden in insgesamt 26 Sprachen übersetzt.
Zwischen 1974 und 1976 erarbeitete sich Weißenborn systematisch die zeitgenössische psychologische und psychotherapeutische Fachliteratur unter besonderer Berücksichtigung der Werke Erich Fromms, Carl Rogers’, Karen Horneys, Erich Neumanns, Josef Rattners und Horst-Eberhard Richters.
Zwischen 1977 und 1979 entstand der Roman Als wie ein Rauch im Wind, der im Herbst 1979 erschien.
1980 entschloss sich Weißenborn zur Wiederaufnahme philosophischer Studien (Nicolai Hartmann, Max Scheler, Karl Jaspers, Martin Buber); er beschäftigte sich mit der Gestaltpsychologie Fritz Perls’ und mit Fragen der Bibliotherapie und Poesietherapie in Zusammenarbeit mit Hilarion Petzold. In diesen Jahren entstanden zahlreiche Gedichte zu Fragen der Philosophie und der Konfliktpsychologie, kirchen- und religionskritische Texte und schließlich der Essay Das Sein ist das Nichts mit dem Untertitel Explikation eines Paradoxons, der 1984 veröffentlicht wurde.
1986 kandidierte Weißenborn im Bundestagswahlkampf im Wahlkreis Bitburg für Die Friedensliste, ein Personenbündnis, das aus Mitgliedern der DKP, SPD, FPD und der GRÜNEN bestand und für die Vernichtung der atomaren Mittelstreckenwaffen eintrat. Er machte friedenspolitisches Kabarett und forderte in einem satirischen Rundschreiben jene Mitglieder des Deutschen Bundestages, die für den NATO-Doppelbeschluss gestimmt hatten, zur Übernahme persönlicher Patenschaften für jeweils eine der in Hasselbach und Heilbronn stationierten Cruise-Missiles und Pershing-II-Raketen auf. Da die Angeschriebenen sich weigerten, nahm er am 23. März 1986 vor dem Tor des Raketenstützpunktes Hasselbach eine öffentliche „Zwangstaufe“ vor und gab den dort stationierten Marschflugkörpern die Namen ihrer politischen Mütter und Väter. Im Herbst 1986 erschien Weißenborns Briefwechsel mit den Bonner Abgeordneten als Faksimile-Ausgabe unter dem Titel Die Paten der Raketen.
2002 bis 2003 gab Günter Helmes eine sechsbändige Gesamtausgabe der Werke Theodor Weißenborns heraus.
2009 zogen die Weißenborns nach Pulheim, ein Jahr später in das nahe Köln, 2015 nach Gerolstein. Weißenborn schrieb in der Folge zahlreiche philosophische und psychologische Essays und publizierte in Literatur- und Kulturzeitschriften (Sprache im technischen Zeitalter, Ostragehege, Psychologie & Gesellschaftskritik,  Die Drei u. a.). Daneben entstanden zahlreiche sozialkritische (vornehmlich kirchen- und religionskritische) Kurztexte, die u. a. von der Tageszeitung Neues Deutschland und den Zeitschriften konkret, Christ und Sozialist, Kunst und Kultur, den Ketzer-Briefen und dem Rotfuchs gedruckt wurden.
Am 9. Januar 2021 starb Weißenborn nach kurzer schwerer Krankheit im Alter von 87 Jahren. Er wurde auf dem Waldfriedhof in Gerolstein beigesetzt.

## Werke
- Beinahe das Himmelreich, Erzählungen, Verlag Ludwig Auer, Donauwörth 1963
- Außer Rufweite, Roman, Paul List Verlag, München 1964
- Eine befleckte Empfängnis, Erzählungen, Diogenes, Zürich 1969
- Die Stimme des Herrn Gasenzer, Erzählungen, Claudius, München 1970
- Handbuch für deutsche Redner, Parodien, Jugenddienst-Verlag, Wuppertal 1971
- Brief einer Unpolitischen, Prosatext, Edition Beck, Zweibrücken und Paris 1971 (zusammen mit Bernd Müller-Dennhof)
- Eine befleckte Empfängnis, Erzählungen, dtv, München 1972
- Das Liebe-Haß-Spiel, Erzählungen, Erdmann, Tübingen 1973
- Krankheit als Protest – Beispiele gesellschaftlich beschädigten Lebens, Pathografien, Werner Raith, Starnberg 1973
- Eingabe an den Herrn Minister, Prosatext, Edition Beck, Zweibrücken und Paris 1973 (zusammen mit Bernd Müller-Dennhof)
- Theodor-Weißenborn-Kalender, Biophiler Wandkalender, Edition Beck, Zweibrücken und Paris 1974 (zusammen mit. Bernd Müller-Dennhof)
- Der Sprung ins Ungewisse, Erzählungen, Klett, Stuttgart 1975[3]
- Heimkehr in die Stille, Erzählungen, Salzer, Heilbronn 1975
- Der Wächter des Wales, Geschichten und Grotesken, Aufbau-Verlag, Berlin und Weimar 1976
- Sprache als Waffe, Ein politisches Lesebuch, Gauke, Hannoversch Münden 1976
- Blaue Bohnen – scharfe Messer, ungewöhnliche Kriminalgeschichten, Ensslin und Laiblin, Reutlingen 1976
- Geistlicher Nachlaß, Gedichte, Gilles und Franke, Duisburg 1977
- Gesang zu zweien in der Nacht, Texte gegen die Gewalt, Deutsche Verlags-Anstalt, Stuttgart 1977
- Die Killer, satirischer Roman, Helmut Braun, Köln 1978
- Polyglott, Gedichte, Guido Hildebrandt, Duisburg 1979
- Als wie ein Rauch im Wind, Roman, Kerle, Freiburg und Heidelberg 1979
- Waisenkindes Herzeleid, Satiren und Grotesken, Helmut Braun, Köln 1979
- Das Haus der Hänflinge, Erzählungen, Kerle, Freiburg und Heidelberg 1980
- Gespenster im Abraum, Erzählungen, Husum Druck und Verlag, Husum 1983
- Spiew na dwa glosy nocna pora, Erzählungen, PIW, Warschau 1983
- Kopf ab zum Gebet!, Satiren, Grotesken, Parodien, éditions trèves, Trier 1984
- Das Sein ist das Nichts, Traktat, Fietkau, Berlin 1984
- Zu den Kellergebrüchen, Erzählungen, Eremiten-Presse, Düsseldorf 1984
- Die Sache mit Dad und andere Erzählungen, Erzählungen, Klett, Stuttgart 1986
- Die Paten der Raketen, Briefsatiren, éditions trèves, Trier 1986
- Das steinerne Meer, Erzählungen, Urachhaus, Stuttgart 1986
- Oszillation, Traktat, Edition Beck, Zweibrücken und Paris 1987 (zusammen mit Gerhard Hintschich)
- Alchimie, Sprüche und Widersprüche, Quell Verlag, Stuttgart 1987
- Fegefeuer, Erzählungen, Urachhaus, Stuttgart 1987
- Opfer einer Verschwörung, Ausgewählte Prosa, Quell Verlag, Stuttgart 1988
- Ja na wietrze dym, Roman, Panstwowy Institut Wydawniczy, Warschau 1989
- Der Sündenhund, Erzählungen, Verlag Cornelia Riedel, Bad Homburg v. d. H. 1990
- Der Kaiser hat einen Vogel, Erzählungen, Pfeiffer, München 1992
- Blasphemie – Ärgernisse/Bessernisse, Texte zur Meditation und Diskussion, PARANUS, Neumünster 1992
- Hieronymus im Gehäus, Roman, Volk und Welt, Berlin 1992
- Vom Zauber der kleinen Dinge, Erzählungen, Friedrich Bahn Verlag, Konstanz 1994
- Die Wohltaten des Regens, Roman, Mitteldeutscher Verlag, Halle/Saale 1994
- Tage der Stille – Tage des Glücks, Erzählungen, MUT-Verlag, Asendorf 1997
- Pro Ecclesia, Prosatext, Hans Boldt Literaturverlag GmbH, Winsen/Luhe 1998
- Der Nu oder Die Einübung der Abwesenheit, Roman, Carl Böschen Verlag, Siegen 1999
- Fragmente der Liebe, Prosa aus fünf Jahrzehnten, Carl Böschen Verlag, Siegen 2000
- Felici / Gesichter und Gesichte, literarische und graphische Porträts, Eremiten-Presse, Düsseldorf 2000 (zusammen mit Clas D. S. Steinmann)
- Insel im Strom, Gedichte – Gedanken – Gestalten, Carl Böschen Verlag, Siegen 2001
- Brot für die Seele, Erzählungen, Echter Verlag, Würzburg 2001
- Zeiten des Abschieds, Romantrilogie, Carl Böschen Verlag, Siegen 2002
- Die Frau, die meine Tochter war, Erzählungen, Friedrich Pustet, Regensburg 2002
- Als wie ein Rauch im Wind, Roman, Carl Böschen Verlag, Siegen 2002
- Werke, hrsg. von Günter Helmes. Carl Böschen Verlag, Siegen 2002–2003
  - 1. Erzählungen, 2002
  - 2. Hörspiele, 2002
  - 3. Gedichte, 2003
  - 4. Briefsatiren, 2003
  - 5. Romane, 2002
  - 6. Diversa, 2003
- Rüstung – jein und amen!, Briefsatiren, Carl Böschen Verlag, Siegen 2003
- Notizen aus Wildenhain, Erzählung, mit einem Essay über ein Wort Ludwig Wittgensteins, Verlag Ralf Liebe, Weilerswist 2007
- Das Verschwinden der Zeit am Nachmittag., Erzählungen, Verlag Ralf Liebe, Weilerswist 2007
- Sprechend in der Dunkelheit zeigt sich das Unsichtbare dem Lauschenden, Hörspiel, Verlag Ralf Liebe, Weilerswist 2009
- Die Welt im Haigerloh. Ausgewählte Prosa., ausgewählte Prosa, Verlag Ralf Liebe, Weilerswist 2010
- Die Madonna im Steinbruch., Kirchengeschichten, Satiren, Miszellen, Verlag Ralf Liebe, Weilerswist 2010
- Wunderliche Zeitgenossen, Kurzgeschichten, Satiren, Grotesken, Verlag Ralf Liebe, Weilerswist 2013
- Querschüsse – Gedanken und Memoiren eines Ketzers, dgvt-Verlag, Tübingen 2019
- Gedichte. Psychologie & Gesellschaftskritik 45 (2021), H. 3/4, S. 0, 44, 64, 116, 144

### Herausgeberschaft
- Josef Alois Gleich: Udo, der Stählerne, ein höchst ritterlicher Roman, Quell Verlag, Stuttgart 1988
- Die Erklärung. Ausgezeichnete Kurzgeschichten. Hrsg. von Peter Härtling, Theodor Weißenborn und Rudolf Otto Wiener. Quell-Verlag, Stuttgart 1988
- Es ist besser, eine Kerze anzuzünden als über die große Finsternis zu jammern. Nützliche Gespräche., Verlag Ralf Liebe, Weilerswist 2008

Quelle:

### Hörspielproduktionen
Unter anderem in Prag, Wien, Zürich, Warschau, Budapest, Paris, Rom, Dublin, London, Sydney, Wellington, Toronto, Johannesburg, Helsinki, Ljubljana, Kopenhagen und Reykjavik.
- Patienten. Vier Monologe, Regie: Ludwig Cremer, Westdeutscher Rundfunk, 1966[5]
- Der Papi, Raoul Wolfgang Schnell, Saarländischer Rundfunk, 1967[6]
- Korsakow, Regie: Raoul Wolfgang Schnell, Westdeutscher Rundfunk, 1967[7]
- Menschenkuchen, Regie: Raoul Wolfgang Schnell, Westdeutscher Rundfunk, 1968 (zusammen mit Walter A. Frank)[8]
- Opfer einer Verschwörung, Regie: Günter Bommert, Radio Bremen, 1967[9]
- Etwas, Regie: Horst H. Vollmer, Hessischer Rundfunk, 1969[10]
- Der Schneider von Ulm oder Fortgesetzte Rede eines Mannes in unmöglicher Position, Regie: Oswald Döpke, Westdeutscher Rundfunk, 1969[11]
- Gesang zu zweien in der Nacht, Regie: Horst Loebe, Radio Bremen, 1970[12]
- Brief einer Mutter, Regie: Siegfried Niemann, Sender Freies Berlin, 1970[13]
- Predigt für alle Tage im Jahr oder Ein Sittengemälde aus dem gebirgichten Westphalen, Regie: Günter Bommert, Radio Bremen, 1970[14]
- Zeugnis humanistischer Reife, Regie: Friedhelm Ortmann, Westdeutscher Rundfunk, 1970[15]
- Das Haus der Hänflinge, Regie: Mathias Neumann, Hessischer Rundfunk, 1971[16]
- Ein Zeugnis humanistischer Reife, Regie: Peter Groeger, Rundfunk der DDR, 1976[17]
- Amputatio Capitis und Cerebroexstirpation – ein neuer Aspekt der Neurochirurgie oder die Amputation des Kopfes als Endlösung der Psychotikerfrage, Regie: Heiner Schmidt, Bayerischer Rundfunk, 1977[18]
- E-Schock und Neuroleptika, Regie: Günther Sauer, Hessischer Rundfunk, 1977[19]
- Thanatos, Regie: Ulrich Gerhardt, Bayerischer Rundfunk, 1977[20]
- Die Stimme des Herrn Gasenzer, Regie: Klaus-Dieter Pittrich, Westdeutscher Rundfunk, 1980[21]
- Eine Liebe und 800 Lire, Regie: Ulrich Lauterbach, Radio Bremen, 1980[22]
- Der Tod des Patienten löst alle Probleme (1. Folge), Regie: Günther Sauer, Hessischer Rundfunk, 1980[23]
- Saison in Lausanne, Regie: Ralf Becher, Sender Freies Berlin, 1980[24]
- Zu den Kellergebrüchen, Regie: Norbert Schaeffer, Radio Bremen, 1984[25]
- Pompe Funebre, Regie: Lutz Liebelt, Saarländischer Rundfunk, 1984[26]
- Der Sündenhund, Komposition: Ulrike Brinkmann, RIAS Berlin, 1989[27]
- Die Züge nach Lesum, Regie: Hans-Helge Ott, Radio Bremen, 1990[28]
- Weltenbummler. Der Text zum Film, Regie: Uwe Schareck, Süddeutscher Rundfunk, 1990[29]
- Fegefeuer, Regie: Bärbel Jarchow-Frey, RIAS Berlin, 1991[30]
- Mein vertauschtes Gesicht, Regie: Jan Krämer, Westdeutscher Rundfunk, 1992[31]
- Die Stimme des Herrn Gasenzer, Regie: Hans-Peter Bögel, Süddeutscher Rundfunk, 1994[32]
- Pro Ecclesia, Regie: Norbert Schaeffer, Norddeutscher Rundfunk, 1997[33]
- Die Wohltaten des Regens, Regie: Hans Gerd Krogmann, Westdeutscher Rundfunk, 1999[34]
- Sprechend in der Dunkelheit zeigt sich das Unsichtbare dem Lauschenden, ORF, Studio Wien, 15. Oktober 2009, Ö1 (mit Gert Westphal in der Hauptrolle des Erzählers)

## Gespräch
Hinweis: Die Klammern weisen auf das Entstehungsjahr hin. Bei denjenigen Gesprächen, die nicht in die Werke-Ausgabe, Bd. 6, Diversa (Carl Böschen Verlag, Siegen 2003) aufgenommen wurden, wird der jeweilige Erstdruck angegeben. Sind Gespräche unter anderem Titel erneut abgedruckt worden, wird dies verzeichnet. Bei allen früher erschienenen Gesprächen, die in den genannten Band der Werke-Ausgabe aufgenommen wurden, werden nur die dortigen bibliographischen Angaben wiedergegeben. Verweise auf jeweilige Erst- und weitere Nachdrucke finden sich dort auf S. 468–470.
- An unsichtbaren Fäden (1966). Unter dem Titel Rollenprosa in: Spektrum des Geistes ’68. Literaturkalender, 17. Jahr. Hartfrid Voss Verlag, Ebenhausen 1968.
- Werkstattgespräch (1967). Wieder in: Theodor Weißenborn: Werke. Hrsg. von Günter Helmes. Bd. 6, Diversa. Carl Böschen Verlag, Siegen 2003, S. 235–242.
- Aufruf zur Zersetzung (1968). In: rover, Nr. 2, 1969. Unter dem Titel Literatur als Herausforderung in: Richard Salis (Hrsg.): Motive. Selbstdarstellungen deutscher Autoren. Erdmann, Tübingen und Basel 1971.
- Jahrgang ‚33 – Fragen an einen Autor (1971). Wieder in: Theodor Weißenborn: Werke. Hrsg. von Günter Helmes. Bd. 6, Diversa. Carl Böschen Verlag, Siegen 2003, S. 243–254.
- Sprecher der Sprachlosen (1972). In: basis, Nr. 3, 1972. Unter dem Titel Außenseiter – eine Kategorie der Verdrängung in: Theodor Weißenborn: Sprache als Waffe. Ein politisches Lesebuch. Gauke Verlag, Hannoversch Münden 1976.
- Wider den Terror von Rechts (1975). Wieder in: Theodor Weißenborn: Werke. Hrsg. von Günter Helmes. Bd. 6, Diversa. Carl Böschen Verlag, Siegen 2003, S. 255–264.
- Das Sein ist das Nichts (1983). In: Theodor Weißenborn: Das Sein ist das Nichts. Traktat, Berlin 1984.
- Wie hast du’s mit der Religion (1991). Wieder in: Theodor Weißenborn: Werke. Hrsg. von Günter Helmes. Bd. 6, Diversa. Carl Böschen Verlag, Siegen 2003, S. 265–267.
- Worüber man nicht schweigen kann, davon muß man sprechen (1992). Wieder in: Theodor Weißenborn: Werke. Hrsg. von Günter Helmes. Bd. 6, Diversa. Carl Böschen Verlag, Siegen 2003, S. 269–286.
- Gespräche über Bäume oder Die Wiederkehr des Verdrängten (1998). Wieder in: Theodor Weißenborn: Werke. Hrsg. von Günter Helmes. Bd. 6, Diversa. Carl Böschen Verlag, Siegen 2003, S. 287–293.
- Ich kämpfe mit geistigen Waffen (1998). Erstmals in: Theodor Weißenborn: Werke. Hrsg. von Günter Helmes. Bd. 6, Diversa. Carl Böschen Verlag, Siegen 2003, S. 295–302.
- Ketzergespräch (2002). Erstmals in: Theodor Weißenborn: Werke. Hrsg. von Günter Helmes. Bd. 6, Diversa. Carl Böschen Verlag, Siegen 2003, S. 303–324.
- Zwischenbilanz (2002). Erstmals in: Theodor Weißenborn: Werke. Hrsg. von Günter Helmes. Bd. 6, Diversa. Carl Böschen Verlag, Siegen 2003, S. 325–353.
- Literaturtheorie und literarische Praxis (2002). Erstmals in: Theodor Weißenborn: Werke. Hrsg. von Günter Helmes. Bd. 6, Diversa. Carl Böschen Verlag, Siegen 2003, S. 355–385.
- Bemerkungen zur Kulturkritik (2003). Erstmals in: Theodor Weißenborn: Werke. Hrsg. von Günter Helmes. Bd. 6, Diversa. Carl Böschen Verlag, Siegen 2003, S. 387–399.
- Es ist besser, eine Kerze anzuzünden, als über die große Finsternis zu jammern. Martin Wollschläger und Theodor Weißenborn im Gespräch (2010). Psychologie & Gesellschaftskritik 34 (4), Nr. 136, S. 23–53.

## Auszeichnungen
- 1967, 1976 Förderpreis für Literatur der Stadt Köln
- 1969 Hörspielpreis des Ostdeutschen Kulturrates und des Arbeits- und Sozialministerium von Nordrhein-Westfalen
- 1971 Georg-Mackensen-Preis für die beste deutsche Kurzgeschichte
- 1973 Erzählerpreis des Ostdeutschen Kulturrates und des Arbeits- und Sozialministerium von Nordrhein-Westfalen
- 1977 Hörspiel des Monats Juli (für: E-Schock & Neuroleptika)
- 1990 (zus. mit Ingmar Bergman) Nominierung für den Prix Italia
- 1990 Hörspielpreis Der Lautsprecher, Publikumspreis der Akademie der Künste, Berlin (für: Der Sündenhund)
- 1994 Hörspiel des Monats Januar (für: Udo, der Stählerne)